# L'Officiel
L'Officiel è una rivista di moda francese. Il primo numero è stato pubblicato a Parigi nel 1921. Attualmente la rivista vanta anche una versione dedicata al pubblico maschile L’Officiel Hommes, oltre a numerose edizioni internazionali tra cui quella italiana, L’Officiel Italia.

## Storia
La rivista è stata pubblicata per la prima volta da Andrée Castaniée nel 1921; George Jalou si unisce alla squadra di redattori nel 1932 come direttore artistico. Il magazine lancia le carriere di alcuni celebri stilisti, tra cui Pierre Balmain, Cristóbal Balenciaga, Christian Dior e Yves Saint Laurent, diventando così una delle più importanti pubblicazioni dedicate al mondo della moda. Più tardi Jalou acquisisce la proprietà della rivista, per poi trasferirla ai suoi tre figli nel 1986. L'edizione originale francese è oggi diretta da Daphne Hezard, che ha infuso uno stile giovane alla testata.

## Edizioni internazionali
In Italia è presente con un'edizione bimestrale de L’Officiel Italia e biannuale de L’Officiel Hommes Italia. Il Direttore dell’edizione italiana è Giampietro Baudo.
Inoltre dal 1996 L'Officiel viene pubblicato al di là dei confini francesi. Oltre a L’Officiel Paris, L’Officiel Italia e L’Officiel USA, edizioni della rivista nata a Parigi sono pubblicate nei seguenti stati:  Argentina, Austria, Belgio, Paesi Baltici, Brasile, Cina, Cipro, Cile, Francia, Germania, Ibiza, Corea, Liechtenstein, Malesia, Marocco, Messico, Turchia.